# Theodor Nasemann
Theodor Rudolf Karl Nasemann (* 30. Juni 1923 in Hamburg; † 12. Oktober 2020) war ein deutscher Dermatologe und Schriftsteller.

## Leben und Wirken
Nasemann wuchs in Hamburg-Winterhude als Sohn eines ortsbekannten Eisenwarenhändlers auf. Er besuchte von 1934 bis 1938 die Oberrealschule / Oberschule für Jungen in Eppendorf.
Nasemann promovierte im Jahr 1950 in Hamburg, wo er am Pharmakologischen Institut der Universität Hamburg tätig war, mit der Dissertationsschrift „Über die Wirkung von o-Kresylglycerinäther, Merck 1844, Gravitol, d-Tubocurarin und Diäthylaminoäthanol auf die Erregungsleitung im isolierten, motorischen Froschnerven“ zum Dr. med. Im Jahr darauf arbeitete er an der Dermatologischen Universitätsklinik Hamburg sowie im Jahr 1951/52 in der Virus-Abteilung des Tropischen Instituts Hamburg. Im Jahr 1952 wurde er wissenschaftlicher Assistent an der Dermatologischen Universitätsklinik München.
Er war Direktor der Dermatologischen Kliniken der Universitäten Frankfurt und Hamburg von 1969 bis 1988. Er war Mitglied der Deutschen Schriftstellerärzte und veröffentlichte Prosa. Im Jahr 1984 wurde er zum Mitglied der Leopoldina gewählt.

## Veröffentlichungen
- Lesevergnügen für freie Minuten. Verlag Dr. Kovač, Hamburg 1999
- Spiel und Pflicht. Verlag Dr. Kovač, Hamburg 1999
- Deutschsprachige Dichterärzte. Vandenhoeck & Ruprecht, Göttingen 1993
- Deutsche Dichterärzte. Franz Steiner Verlag, Stuttgart 1992
- Akne. Wiss.-Verl. Wellingsbüttel, Hamburg  1991
- Brevier der lebendigen Natur. pmi-Verlag, Frankfurt am Main 1990
- Hundert Jahre Dermatovirologie. Franz Steiner Verlag, Stuttgart 1990
- Immergrüner Diwan. Edition q, Berlin 1990